# نویز سفید

شکل موج یک سیگنال نویز سفید گاوسی.

در مهندسی برق و پردازش سیگنال، نویز سفید به سیگنالی گفته می‌شود که توان آن در همهٔ بسامدها، یکنواخت توزیع شده‌است. به‌همین‌سبب به آن «سفید» می‌گویند؛ زیرا مانند نور سفید، تابع چگالی طیف توان آن در همه بسامدها مقداری تقریباً ثابت دارد. تابع خودهمبستگی نویز سفید، تابع دلتای دیراک است.

## ویژگی‌ها
نویز سفید، ذاتاً یک فرایند اتفاقی (Stochastic Process) است؛ بنابراین، یک مدل آماری برای سیگنال‌ها و منابع سیگنال است و یک سیگنال خاص نیست.
نویز سفید به هر سیگنال گسسته در زمان (Discrete time signal) که نمونه‌های آن دنباله‌ای از متغیرهای تصادفی ناهمبسته که دارای میانگین صفر و واریانس متناهی هستند هم گفته می‌شود. بسته به کاربرد ممکن است لازم باشد نمونه‌ها مستقل و با توزیع احتمالی مشابه در نظر گرفته شوند.
نویز سفید همهٔ بسامدهای قابل‌شنیدن انسان را دربرمی‌گیرد.

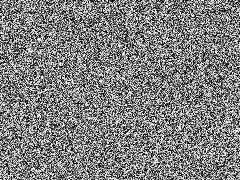
تصویری از "نویز سفید"

## در روان‌شناسی
در روان‌شناسی، نویز سفید به صداهایی انتخابی در بسامدها و توان توزیع‌شده‌ یک‌نواخت در این بسامدها گفته می‌شود که آگاهانه در محیط کار یا استراحت پخش می‌شوند تا شخص احساس آرامش و تمرکز داشته باشد.
گفته می‌شود نویز سفید شبیه صدای حرکت آب در دوران جنینی است و به آرام کردن نوزادان کمک می‌کند.

## در موسیقی
معمولاً استفاده از نویز در موسیقی دیده و پیشنهاد نمی‌شود. ولی هنرمندان اندکی همانند FreqCo یا فرکیوکو و سایر، از نویز به عنوان یک برگ برنده در موسیقی خود استفاده می‌کنند و با بسامدهای متفاوت ترانه‌های خود را دارای خاصیت نویز درمانی و سایر می‌کنند.
طیف بسامدی نویز سفید از ۲۰ تا ۲۰ کیلوهرتز است.